# フリッツ・ヴァルター・シュタディオン
フリッツ・ヴァルター・シュタディオン (Fritz-Walter-Stadion) は、ドイツのラインラント＝プファルツ州カイザースラウテルンに位置するサッカー専用スタジアム。

## 概要
ドイツ・ブンデスリーガに所属する1.FCカイザースラウテルンが本拠地としている。1954年にスイスで開催された第5回FIFAワールドカップでサッカー西ドイツ代表の主将として同国を初優勝に導いたフリッツ・ヴァルターにちなんで、1985年にこの名が付けられた。
フリッツ・ヴァルター・シュタディオンは1926年に落成した。ベッツェンベルクと呼ばれる小高い丘の上に建てられたことからベッツェンベルク・シュタディオン (Betzenbergstadion) の愛称でも親しまれている。
1994年にはカイザースラウテルンのファンだった当時のレカロの社長から特製のベンチ用シートが寄付された。これ以降、レカロ社製ベンチシートが世界中に普及していく。
フリッツ・ヴァルター・シュタディオンは2002年から2003年にかけて大規模な改修が行われ、競技場の収容人数は4万6600人から4万8500人に拡大された。また、改修に伴って新たな投光設備やメディア・センターも設置された。改修費用の総額は4億8300万ユーロ（当時の為替レートで約600億円）であった。
2006FIFAワールドカップドイツ大会では、6月12日のF組　オーストラリア対日本戦を皮切りに、6月26日の決勝トーナメント1回戦、E組1位イタリア対F組2位オーストラリア戦まで5試合の開催を行った。

## ギャラリー

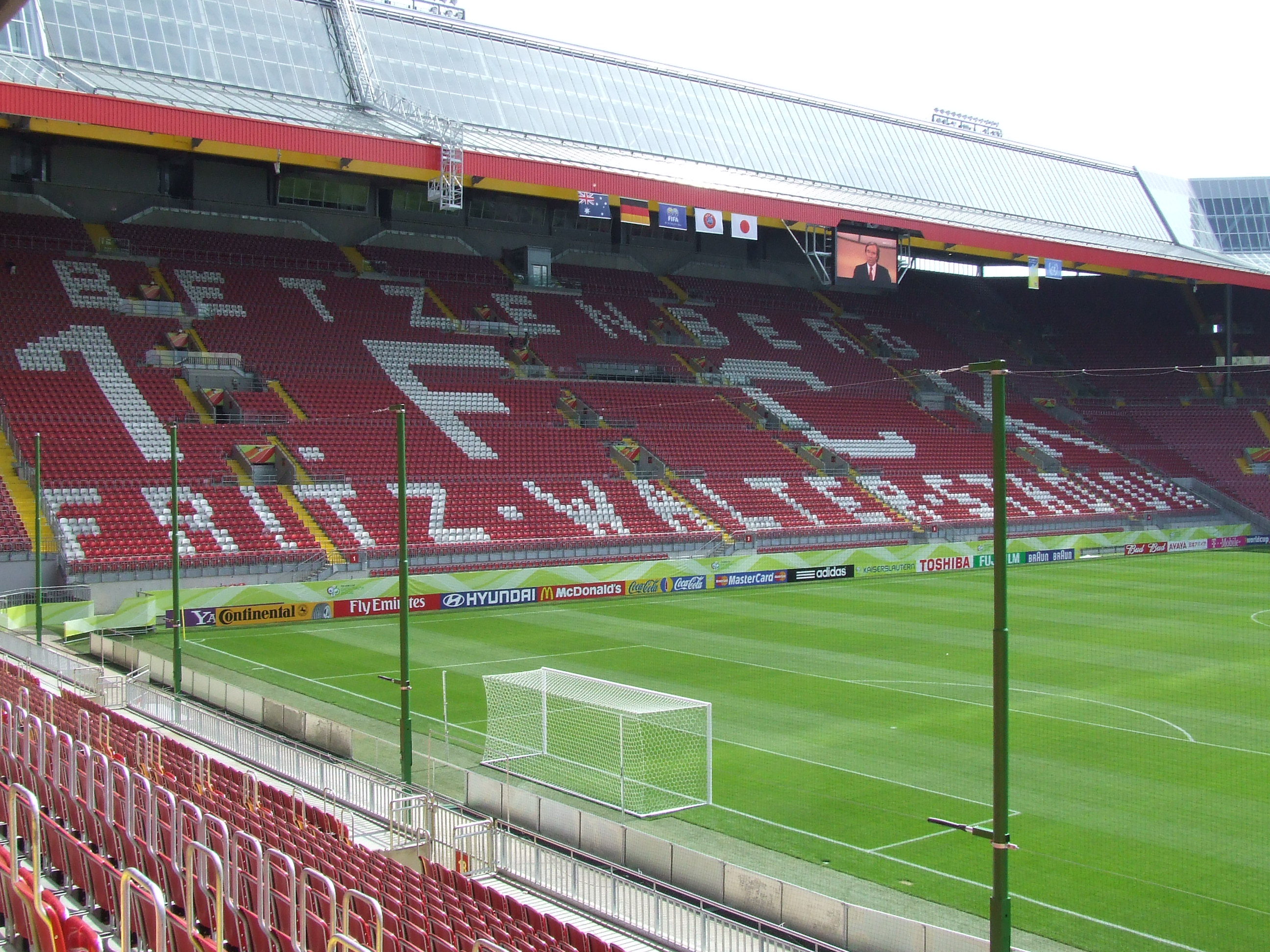
南側スタンド
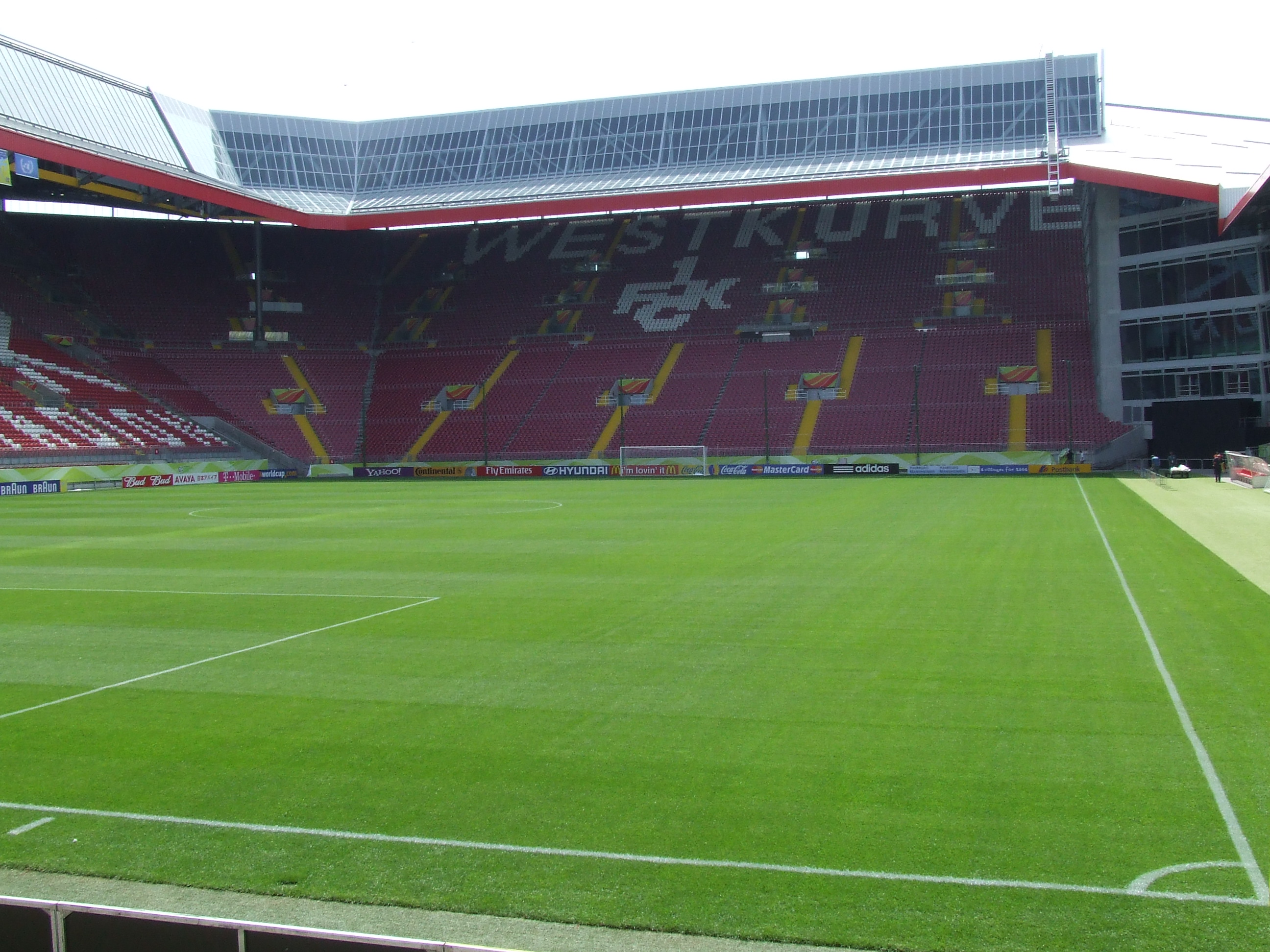
西側スタンド
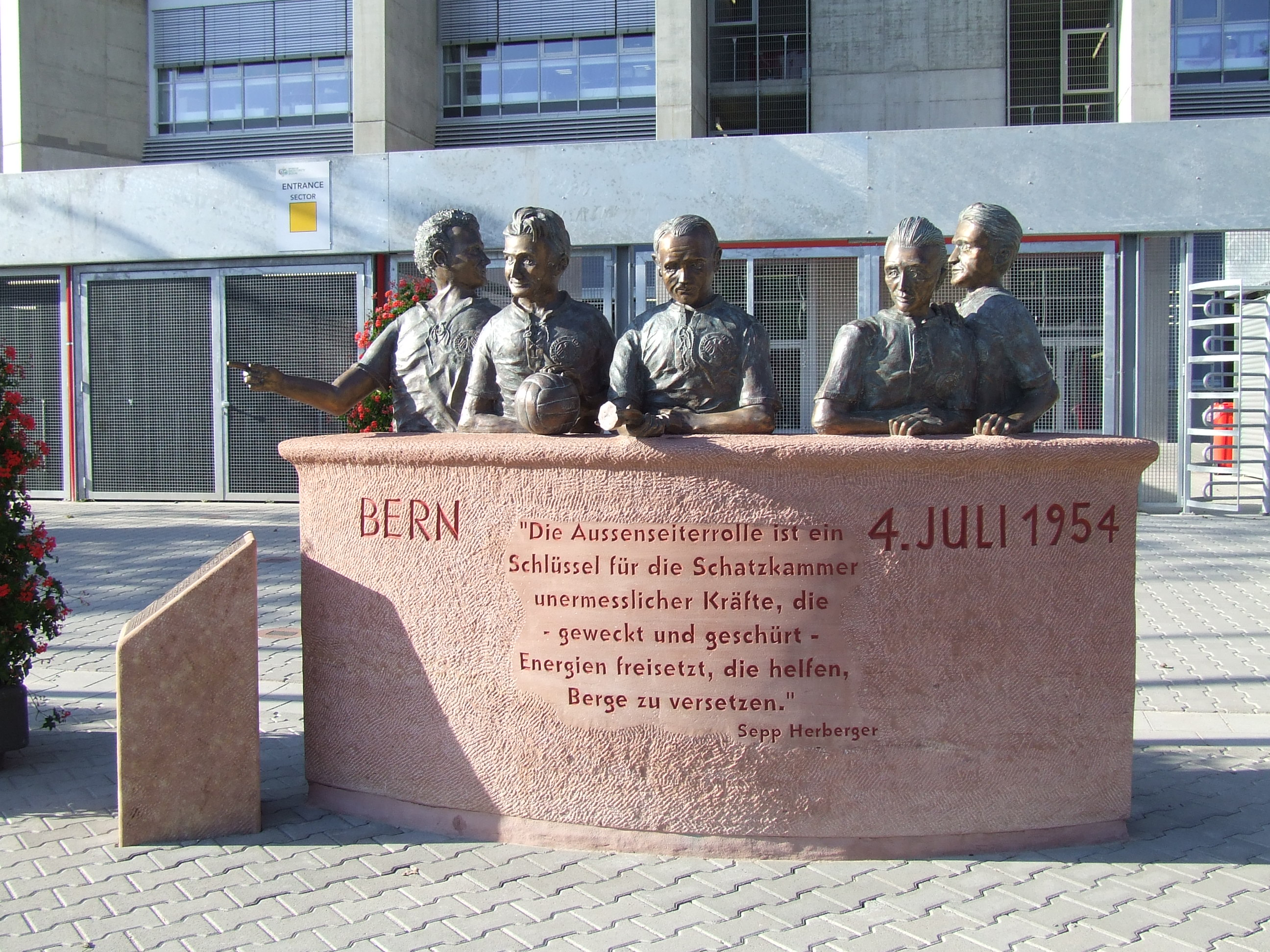
フリッツ・ヴァルターの銅像（左から2人目）